# Zygogynum pomiferum
Zygogynum pomiferum är en tvåhjärtbladig växtart. Zygogynum pomiferum ingår i släktet Zygogynum och familjen Winteraceae.

## Underarter
Arten delas in i följande underarter:
- Z. p. balansae
- Z. p. pomiferum